# Burovdal
Burovdal (ryska: Буровдал) är en ort i Azerbajdzjan.   Den ligger i distriktet İsmayıllı Rayonu, i den centrala delen av landet, 140 km väster om huvudstaden Baku. Burovdal ligger 1 634 meter över havet och antalet invånare är 204.
Terrängen runt Burovdal är kuperad österut, men västerut är den bergig. Burovdal ligger nere i en dal. Runt Burovdal är det ganska glesbefolkat, med 34 invånare per kvadratkilometer.. Närmaste större samhälle är Arakit, 10,0 km söder om Burovdal. 
Trakten runt Burovdal består i huvudsak av gräsmarker.